# مانفريد وولف
مانفريد وولف (بالألمانية: Manfred Wolf)‏ هو لاعب هوكي الجليد ألماني، ولد في 26 مارس 1957 في أورورا في كندا.

## وصلات خارجية
- مانفريد وولف على موقع EliteProspects.com (الإنجليزية)
- مانفريد وولف على موقع Eurohockey.com (الإنجليزية)
- مانفريد وولف على موقع HockeyDB.com (الإنجليزية)
- مانفريد وولف على موقع أوليمبيديا (الإنجليزية)